# Семеняк Ярослав Володимирович
Ярослав Володимирович Семеняка — молодший сержант Збройних Сил України.

## Життєпис
Народився 1 жовтня 1989 року в с. Калинівка Конотопського району Сумської області. 
Молодший сержант, начальник польової лазні взводу матеріального забезпечення 58 ОМПБр. Проходив військову службу в бригаді -  з червня 2020 року. 
Загинув 7 серпня 2021 року в результаті застосування проросійськими бойовиками ПТРК по автокрану, який застосовувався у наданні допомоги місцевим жителям у відновленні пошкодженої цивільної інфраструктури поблизу с. Піски на Донеччині.
Залишилися батьки і дружина. 
Похований в с. Підлипному на Сумщині.

## Нагороди
- орден «За мужність» III ступеня (2022, посмертно) — за особисту мужність і самовіддані дії, виявлені у захисті державного суверенітету та територіальної цілісності України, вірність військовій присязі[4].